# Бешчади
Бешчадите (на украински: Бещади; на полски: Bieszczady; на словашки: Beščady; на руски: Бещады) е планински хребет, простиращ се на протежение около 100 km от запад-северозапад на изток-югоизток, в най-северната част на Източните Карпати, на територията на Полша, Словакия и Украйна. На запад чрез Лупковския проход (657 m) се свързва с планината Ниски Бескиди, а на изток чрез Ужокския проход (852 m) – с планината Горгани. Максимална височина връх Тарница 1348 m, (49°04′29″ с. ш. 22°43′36″ и. д. / 49.074722° с. ш. 22.726667° и. д.), издигащ се в източната му част, на територията на Полша. Изграден е от флишови скали. Билото му се състои от плоски и заоблени върхове. Северните му полски склонове са полегати и силно разчленени от река Сан (десен приток на Висла) и нейните леви притоци Ослава, Солинка и др. Южните му словашки и украински склонове са стръмни и по-слабо разчленени от левите притоци (Удава, Цироха, Уж) на река Лаборец (дясна съставяща на Бодрог, десен приток на Тиса). Склоновете му до 1100 m са обрасли с буково-борово-смърчови гори, а нагоре следват субалпйски пасища. В южното му подножие, на територията на Словакия е разположен град Снина.

## Топографска карта
- М-34-Г М 1:500000[2]